# Komerční banka
Komerční banka (KB, deutsch wörtlich Kommerz- oder Wirtschaftsbank) ist eine der größten Banken in Tschechien. Sie hat etwa 1,5 Millionen Kunden in mehr als 350 Niederlassungen.

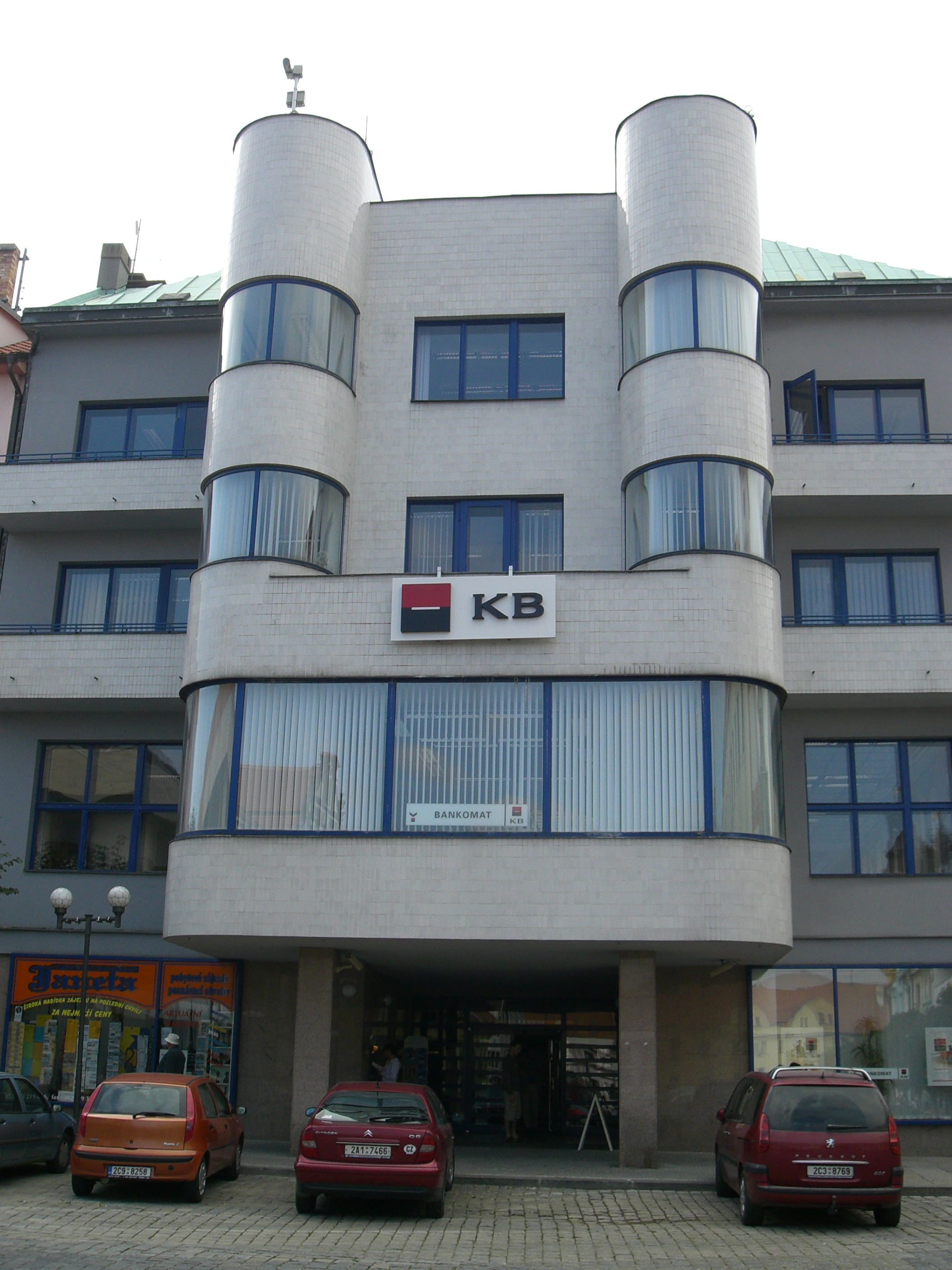
Filiale der Komerční banka in Písek

Die Bank wurde im Jahr 1990 gegründet nach Trennung der kommerziellen Aktivitäten der ehemaligen Státní banka československá (Staatsbank der Tschechoslowakei). 1992 war die Bank teilweise privatisiert worden (vgl. Coupon-Privatisierung). 2001 hat die Regierung ihre 60 %-Beteiligung an die französische Bank Société Générale für ca. 1,44 Mrd. Euro verkauft.

## Logo
Das Logo der Komerční banka ist identisch mit dem der Muttergesellschaft Société Générale. Lediglich der Schriftzug ist durch die Initialen KB ersetzt.